# Badalgachhi
Badalgachhi è un sottodistretto (upazila) del Bangladesh situato nel distretto di Naogaon, divisione di Rajshahi. Si estende su una superficie di 213,97 km² e conta una popolazione di  201.342 abitanti (censimento 2011).